# Huntsville (Alabama)
Huntsville és una ciutat del Comtat de Madison (Alabama), Estats Units d'Amèrica, de 176.645 habitants segons el cens de l'any 2006 i amb una densitat de 543,9 per km². Huntsville és la 127a ciutat més poblada del país. Es troba a uns 310 quilòmetres per carretera de la capital d'Alabama, Montgomery. L'actual alcalde és Tommy Battle.